# ボイジー (ポートランド)

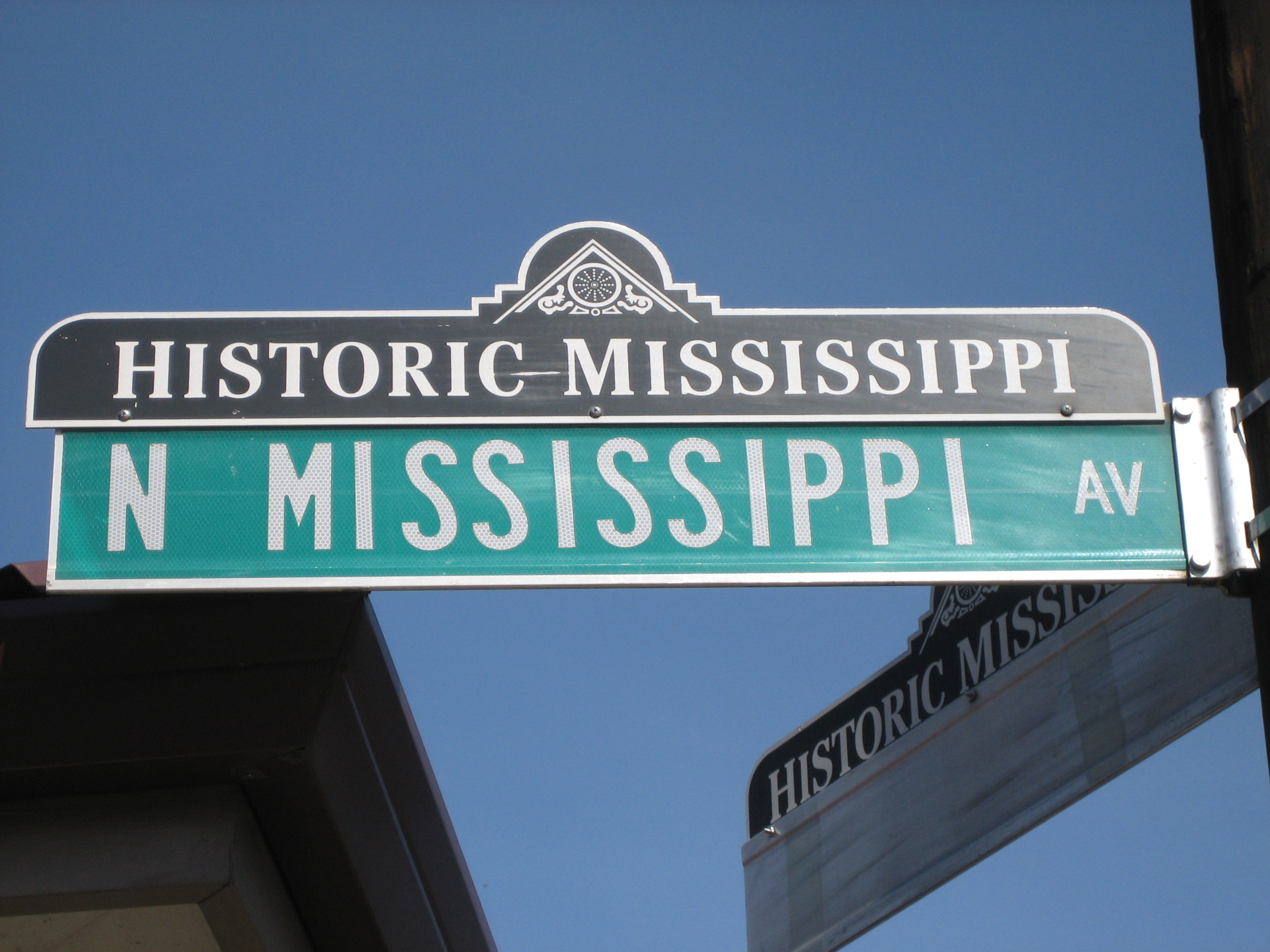
ボイジー地区にあるミシシッピ業務地区を示す標識

アメリカ合衆国オレゴン州ポートランドのボイジー地区（英: Boise）は、同市北部・北東部で州間高速道路5号線（西）、北スキッドモア通り（北）、北東ロドニー通り（東）、北カービー通り及び北東フリーモント通り（南）に囲まれた地区である。北ミシシッピ通りの南部一帯には、ボイジー地区の中心街が広がる。地区名は、1850年代にポートランド教育委員会のメンバーを務めたルーベン・P・ボイジーの名に由来する。
20世紀中期にはアフリカ系アメリカ人の人口比率の高い地区となったが、21世紀に入ってからは減少に転じている。2000年に実施された国勢調査では人口の48%が黒人またはアフリカ系アメリカ人の比率が48%に達していたが、2010年の国勢調査ではこの比率が26.6%まで減少し、代わりに白人の比率が急増した。人口統計におけるこの急激な変化は、近年同地区において再開発やジェントリフィケーションが急ピッチで進められていることが背景となっている。